# Brzeziński II
Brzeziński II (Spiczak-Brzeziński II, Spiczak II) – kaszubski herb szlachecki.

## Opis herbu
Opis z wykorzystaniem zasad blazonowania, zaproponowanych przez Alfreda Znamierowskiego:
W polu półksiężyc z twarzą, nad nim strzała na opak, z dwoma gwiazdami z każdej strony w słup, oraz z kulą ponad upierzeniem. Klejnot: nieznany. Labry: brak.

## Najwcześniejsze wzmianki
Wzmiankowany słownie przez Die Polnischen Adel i Die Polnischen Stamwappen Żernickiego, rekonstrukcja autorstwa Przemysława Pragerta.

## Herbowni
Wedle Żernickiego używany przez Brzezińskich z przydomkiem Spiczak. Według Pragerta tylko przejściowo.
Brzezińskim z Kaszub przypisywano też inne herby: Spiczak (używany w większości gałęzi), Brzeziński III, Brzeżewski (Brzeziński III odm.), Brzeziński IV, Brzeziński V.